# Kalifornia
Koordináták: é. sz. 37°, ny. h. 120°37.000000°N 120.000000°W
Kalifornia (angolul és spanyolul: California) az Amerikai Egyesült Államok legnépesebb tagállama, mely elsősorban a világgazdaságban betöltött vezető szerepéről, a Hollywood-i filmiparról, a Szilícium-völgy technológiai központjáról, valamint lenyűgöző természeti látnivalóiról nevezetes, mint a Yosemite Nemzeti Park és a Csendes-óceán partvidéke. Emellett az Egyesült Államok legnépesebb és leggazdagabb állama, amely kulturális sokszínűségéről és innovációiról is ismert. 423 970 km2-es területével a szövetségi államok legnagyobb tagállama, ezzel az USA teljes területének mintegy 4,3%-át adja. Illetve közel 39 millió fős lakosságával a legnépesebb tartomány, ezzel az USA népességének 11,5%-ával rendelkezik, népsűrűsége az országos átlag háromszorosa.
Nyugatról a Csendes-óceán, északról Oregon, keletről Nevada és Arizona, délről pedig Mexikó határolja. Székhelye "a fák városának" illetve a "Sactown"-nak is nevezett Sacramento, amely gazdag mezőgazdaságáról és a "Farm-to-Fork Capital" (farmtól az asztalig főváros) címéről ismert, mivel itt található az Egyesült Államok egyik legnagyobb termőterülete. Sacramento kulturális szempontból is jelentős, számos múzeummal, zenei és művészeti fesztivállal, valamint a történelmi belvárosával (Old Sacramento), amely a Vadnyugat hangulatát idézi. De nevezetesebb települései közé tartozik az Egyesült Államok második legnagyobb városa, a filmipar központja (Hollywood), kulturális és gazdasági erőközpont Los Angeles, ikonikus látványosságairól, mint a Golden Gate híd, valamint a Szilícium-völgyhez való közelségéről és pénzügyi központjáról ismert San Francisco, az USA egyik legfontosabb katonai és haditengerészeti központja, emellett a kellemes éghajlatáról és turizmusáról híres San Diego, illetve a Szilícium-völgy központja, és a világ egyik legfontosabb technológiai és innovációs központjaként közismert San José.
Kalifornia az Egyesült Államok nyugati partján fekszik, a Csendes-óceán mentén. Az állam földrajzilag rendkívül változatos: nyugaton hosszú tengerpartok, keleten pedig a Sierra Nevada hegység található, amelynek legmagasabb csúcsa a Mount Whitney (4421 m). Délen a Mojave-sivatag, míg északon sűrű erdőségek és vulkanikus területek helyezkednek el. Kaliforniában található az egyik legalapcsonyabb pontja is az államoknak, a Halál-völgy (Death Valley), amely a legforróbb és legszárazabb hely Észak-Amerikában. Az államot jelentős földrengések sújtják a Szent András-törésvonal miatt. A Sacramento és San Joaquin folyók által táplált Központi-völgy (Central Valley) az ország egyik legtermékenyebb mezőgazdasági területe.
Történelme gazdag és sokszínű. Eredetileg őslakos amerikai törzsek (például chumash, miwok, yokut) lakták. Az első európai felfedező Juan Rodríguez Cabrillo spanyol hajós volt 1542-ben. A spanyol gyarmatosítás a 18. században kezdődött, amikor missziókat hoztak létre, köztük a híres San Diego és San Francisco missziókat. 1821-ben Kalifornia Mexikó része lett, majd az 1846-os amerikai–mexikói háború után az Egyesült Államokhoz került. Az 1848-as aranyláz hatalmas népességnövekedést és gazdasági fellendülést hozott, így Kalifornia 1850-ben a 31. államként csatlakozott az USA-hoz. A 20. században a filmipar (Hollywood), a mezőgazdaság, a technológia (Szilícium-völgy) és a hadiipar jelentős fejlődésen ment keresztül. A 21. században Kalifornia az egyik legfontosabb gazdasági és kulturális központtá vált, de földrengések, aszályok és erdőtüzek is rendszeresen sújtják.

## A név eredete
A „Kalifornia” név eredetét Garci Rodríguez de Montalvo spanyol író a 16. század elején megjelent Esplandián cselekedetei (spanyolul Las sergas de Esplandián) című regényének tulajdonítják. A regényben California egy elképzelt szigetparadicsom, melyen egy Calafia nevű királynő uralkodik (ami valószínűleg az arab kalifa szó mintájára született név). Nem tisztázott azonban, hogy a mai területnek hogyan lett ez az elnevezése; a feltételezések szerint a Kalifornia szó kezdetben csak a Kaliforniai-félszigetet jelölte, melyről azt hihették a spanyol felfedezők, hogy sziget.

## Földrajza

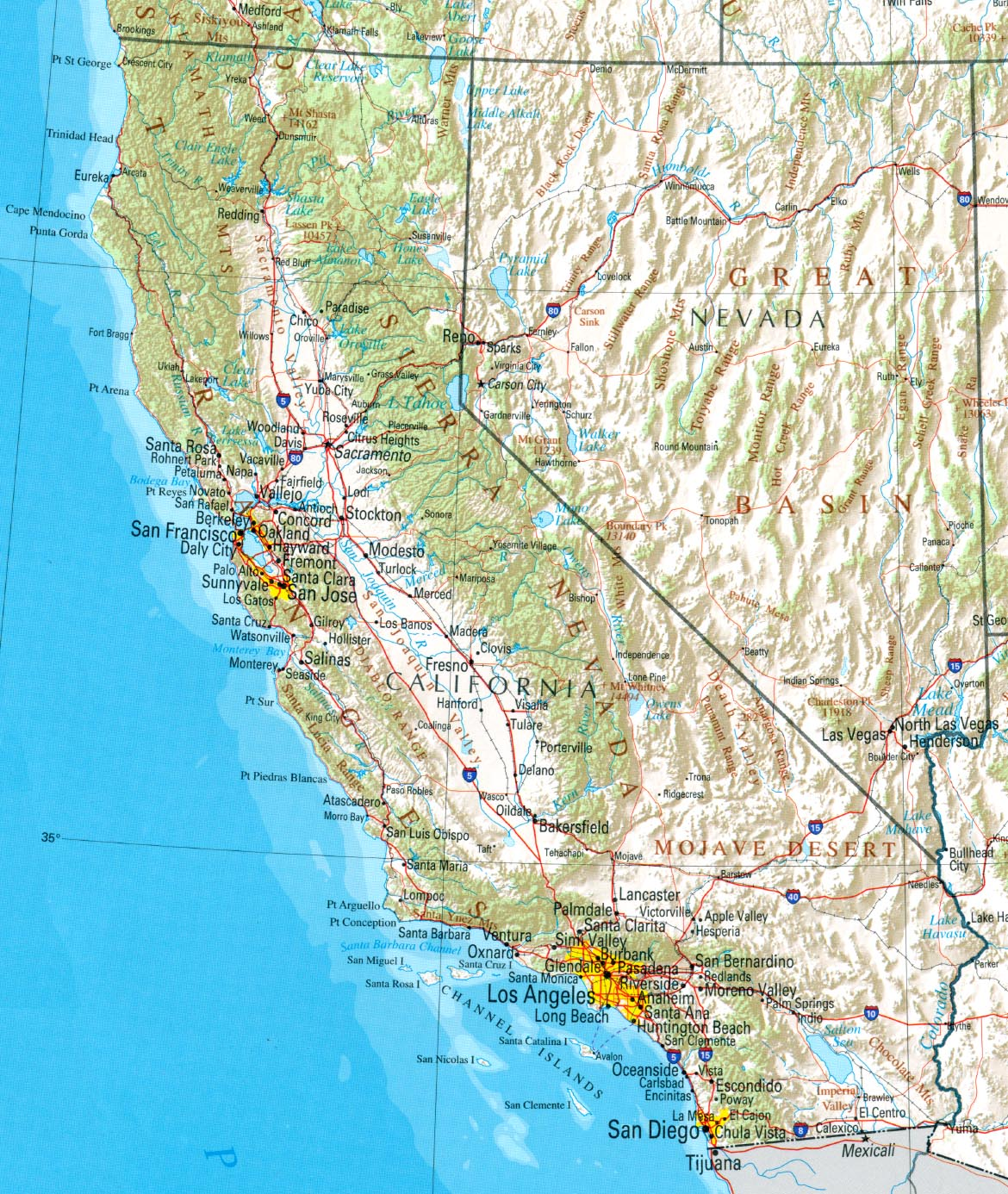
Kalifornia domborzati térképe

Észak-Amerika nyugati partján, az ország délnyugati csücskében, a Csendes-óceán északkeleti partján helyezkedik el. Észak felől Oregon, keletről Nevada, délkeletről Arizona, délről pedig a mexikói Alsó-Kalifornia állam határolja.
Fő domborzati elemei a Sierra Nevada és az óceán menti Parti-hegység, melyeket a Központi-völgy választ el. A Sierra Nevadában van az állam és az Alaszka nélkül vett USA legmagasabb pontja, a Mount Whitney (4421 m). A Parti-hegységen halad keresztül a Szent András-törésvonal. Az állam délkeleti része a Mojave-sivataghoz tartozik. A sivatagtól északra, a nevadai határon fekszik a Halál-völgy (Death Valley), a Föld egyik legforróbb vidéke.
A leghosszabb folyó az állam területén a San Joaquin-folyó a Központi-völgyben. További, nagyobb folyók északon a Sacramento és a Kern a Központi-völgyben, az Owens a Sierra Nevadában, a Parti-hegységben a Salinas, a délkeleti határon pedig a Colorado. Délen található a Salton-tó, a Sierra Nevadában pedig a Tahoe-tó. Híres öble a San Francisco-öböl.

## Éghajlat

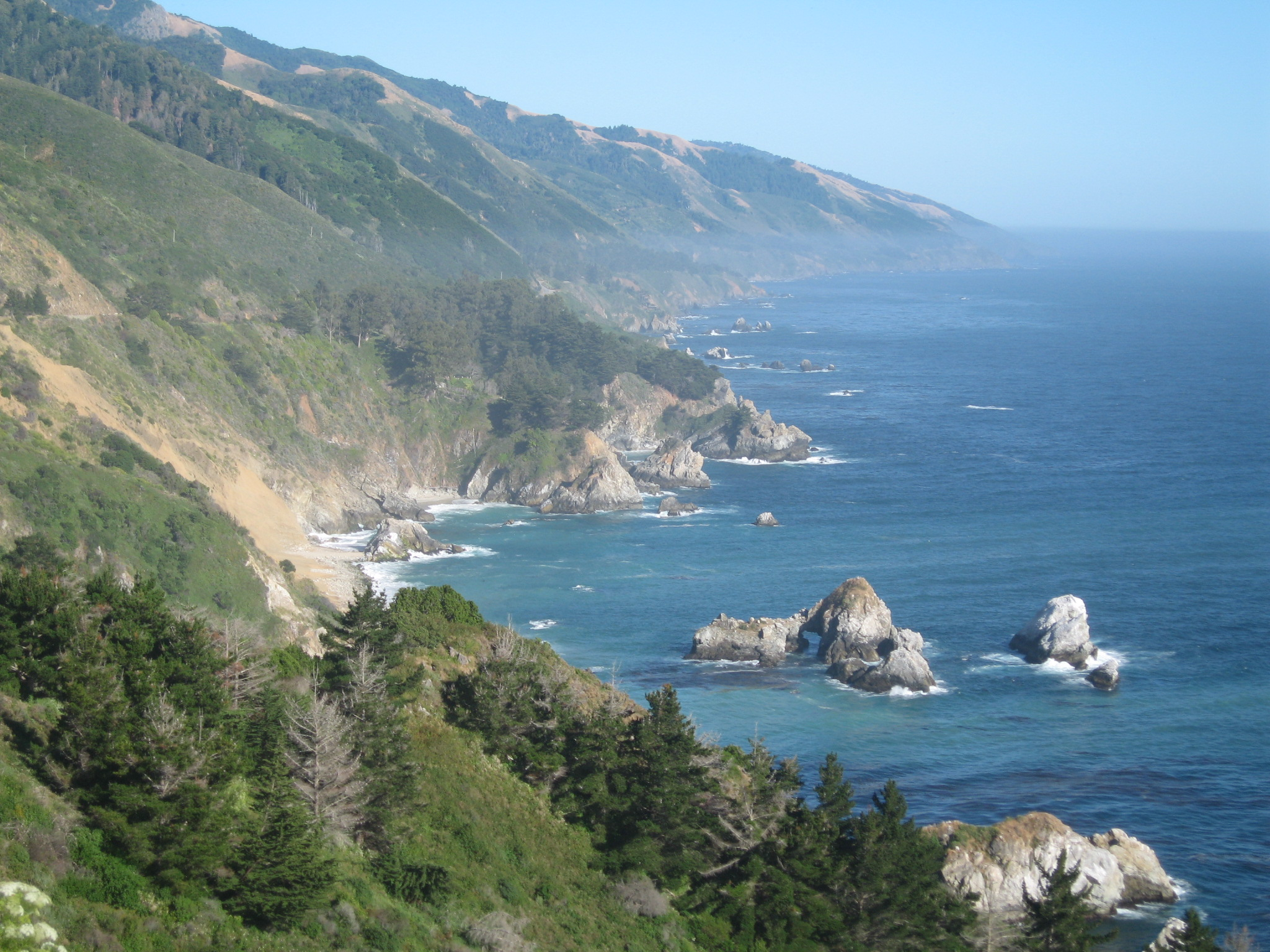
A Csendes-óceán partja, Monterey megye

Kalifornia területén többféle éghajlati zóna is megtalálható. A csendes-óceáni partvidék éghajlata kellemes, mediterrán. Itt a természetes növényzetet az örökzöld keménylombú erdők alkotják. A mediterrán zónában a tél enyhe és csapadékos, a nyár meleg és száraz. A csendes-óceáni partvidéken a téli hőmérséklet a hideg Kaliforniai-áramlat hatására hűvösebb. Los Angelesben az enyhe és csapadékos tél mellett a száraz nyári időszak átlaghőmérséklete 25–30 °C. San Franciscóban is az enyhe tél jellemző, a nyári hőmérséklet azonban mindössze 20 °C körüli.
Kalifornia északi részére már az óceáni éghajlatnak is jelentős hatása van. Az átlaghőmérséklet hasonló a partvidéki területekéhez, a csapadékmennyiség viszont nagyobb. Ezen a területen főként lombhullató erdők helyezkednek el, de megtalálhatók a mérsékelt övezeti esőerdők is.
Az állam déli részét nagy kiterjedésű sivatagok és félsivatagok alkotják, ahol csak a szárazságtűrő növények képesek alkalmazkodni az éghajlathoz. Ezen a területen télen a hőmérséklet 15-20 °C körüli, nyáron a nappali hőmérséklet 40 °C feletti. Észak-Amerikában ezen a területen mérték a legmelegebb hőmérsékletet, 56,7 °C-ot a Halál-völgyben. Nyári időszakban csapadék nincs, téli időszakban 3-4 évente fordul elő, hogy kisebb mennyiségű csapadék érkezik a Csendes-óceán felől. Ilyenkor a sivatag hihetetlen módon kivirágzik. De ez csak néhány napig tart, mert a vadvirágok nem kapnak táplálékot a száraz talajból, így hamar elpusztulnak. Ezután a félsivatagi részeken magukra maradnak a szárazságtűrő növények, a sivatagokat pedig visszahódítják a vándorló homokdűnék.

## Története
Kaliforniát 1542. szeptember 28-án fedezte fel a spanyol Juan Rodríguez Cabrillo. Az első települést, San Diego de Alcalát a ferencesek alapították Szent Juniper Serra vezetésével 1769-ben. Az első kormányzó egy spanyol felfedező, Gaspar de Portolá lett. A terület 1846-ban felkeléssel vált ki Mexikóból, rövid ideig Kaliforniai Köztársaság néven független államként létezett. 1850. szeptember 9-én csatlakozott az Amerikai Egyesült Államokhoz.
1848-ban kezdődött a kaliforniai aranyláz, amely 300 ezer embert vonzott az államba. Az 1906-os San Franciscó-i földrengésben és az utána kitört tűzvészben kb. 3000 ember halt meg.
2018. január 1-jével – hatodikként az USA-ban (először Colorado állam, majd Washington, Oregon, Alaszka és Nevada követte) – megnyitotta kapuit a világ legnagyobb szabályozott marihuánapiaca, ahol szabaddá vált a cannabisalapú termékek rekreációs célú fogyasztása.

## Népesség

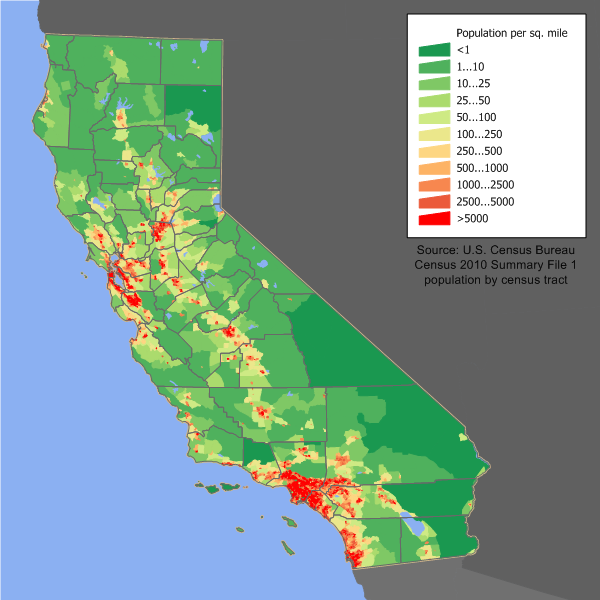
Kalifornia népsűrűségi térképe (1 mi² = 2,6 km²)

Kalifornia az USA legnépesebb állama. A népesség növekedése jelenleg is rendkívül gyors, ami részben a kedvező születésszámnak, részben a többi államból és a külföldi országokból érkező letelepedésnek köszönhető. Külföldről messze a legtöbben Mexikóból érkeznek ide. Kalifornia az USA-n belül is sokak körében népszerű hely, ezért hasonlóan Floridához, az ország minden részéből költöznek ide.

### Népességváltozás
| Lakosok száma | 92 597 | 1 213 398 | 1 702 000 | 2 054 000 | 2 534 000 | 3 071 000 | 3 426 861 | 15 717 204 | 33 871 648 | 39 538 223 |
|               | 1850   | 1890      | 1903      | 1907      | 1911      | 1916      | 1920      | 1960       | 2000       | 2020       |

Kalifornia lakosságszáma:
- 1980: 23 700 000
- 1990: 29 800 000
- 2000: 33 900 000
- 2010: 37 253 956
- 2020: 39 350 000

### Etnikumok
Az állam etnikai megoszlása:[mikor?]
| Etnikum                                       | Arány |
| --------------------------------------------- | ----- |
| Fehér amerikai, beleértve 16,2% fehér hispánt | 62,6% |
| Afroamerikaiak                                | 6,4%  |
| Amerikai indián és alaszkai bennszülött       | 0,8%  |
| Ázsiai amerikai                               | 10,8% |
| Hawaii és más Csendes-óceáni bennszülött      | 0,4%  |
| Kettő vagy több rassz                         | 2,8%  |
| A fentiekből spanyol vagy más újlatin nyelvű  | 32,4% |

## Közigazgatás
A California Highway Patrol felel állami szinten Kalifornia rendjéért.

Kalifornia megyéinek térképe

Az állam 58 megyére oszlik.
- Alameda megye
- Alpine megye
- Amador megye
- Butte megye
- Calaveras megye
- Colusa megye
- Contra Costa megye
- Del Norte megye
- El Dorado megye
- Fresno megye
- Glenn megye
- Humboldt megye
- Imperial megye
- Inyo megye
- Kern megye
- Kings megye
- Lake megye
- Lassen megye
- Los Angeles megye
- Madera megye
- Marin megye
- Mariposa megye
- Mendocino megye
- Merced megye
- Modoc megye
- Mono megye
- Monterey megye
- Napa megye
- Nevada megye
- Orange megye
- Placer megye
- Plumas megye
- Riverside megye
- Sacramento megye
- San Benito megye
- San Bernardino megye
- San Diego megye
- San Francisco
- San Joaquin megye
- San Luis Obispo megye
- San Mateo megye
- Santa Barbara megye
- Santa Clara megye
- Santa Cruz megye
- Shasta megye
- Sierra megye
- Siskiyou megye
- Solano megye
- Sonoma megye
- Stanislaus megye
- Sutter megye
- Tehama megye
- Trinity megye
- Tulare megye
- Tuolumne megye
- Ventura megye
- Yolo megye
- Yuba megye

### Népesebb városok

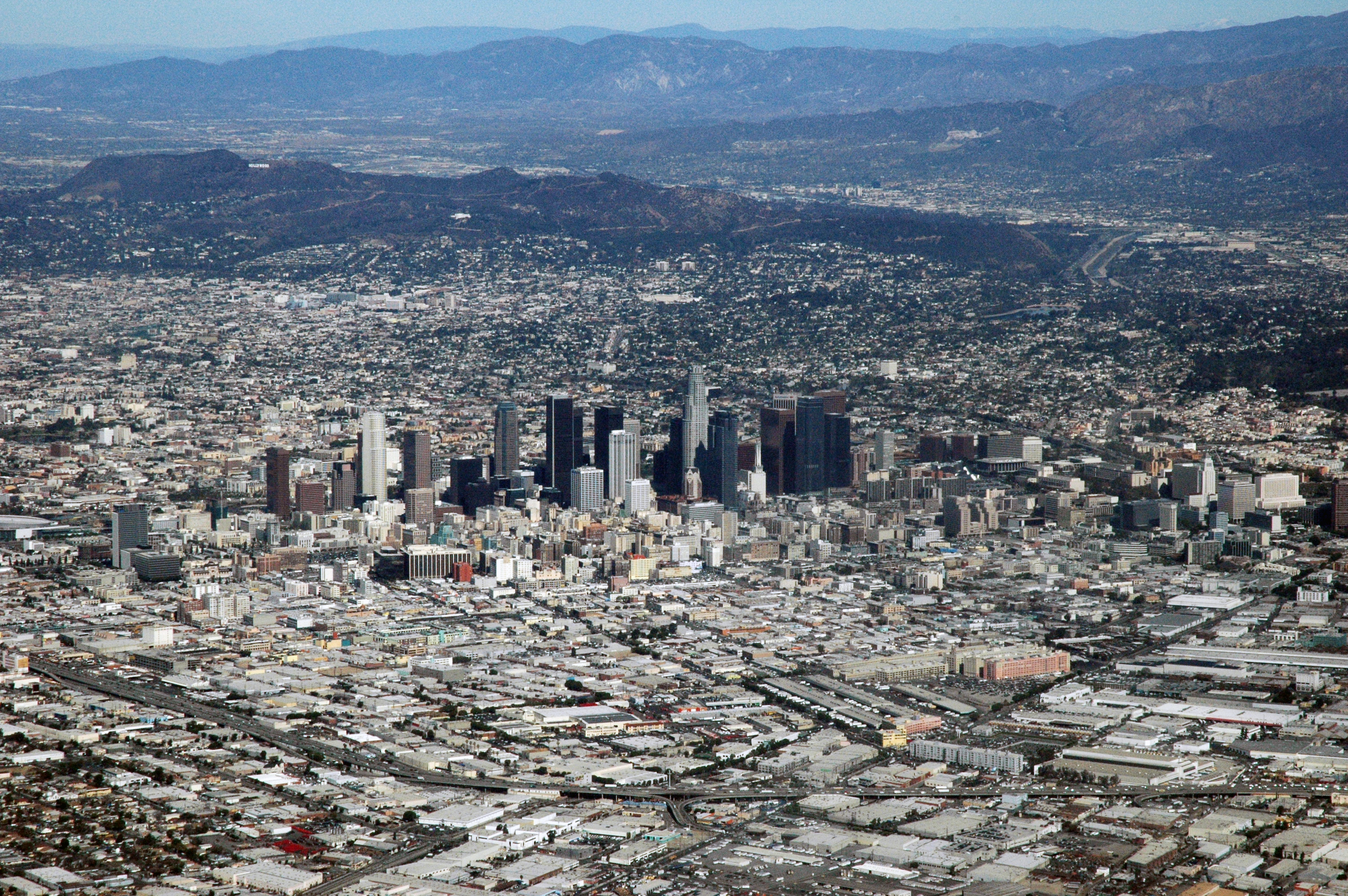
Los Angeles

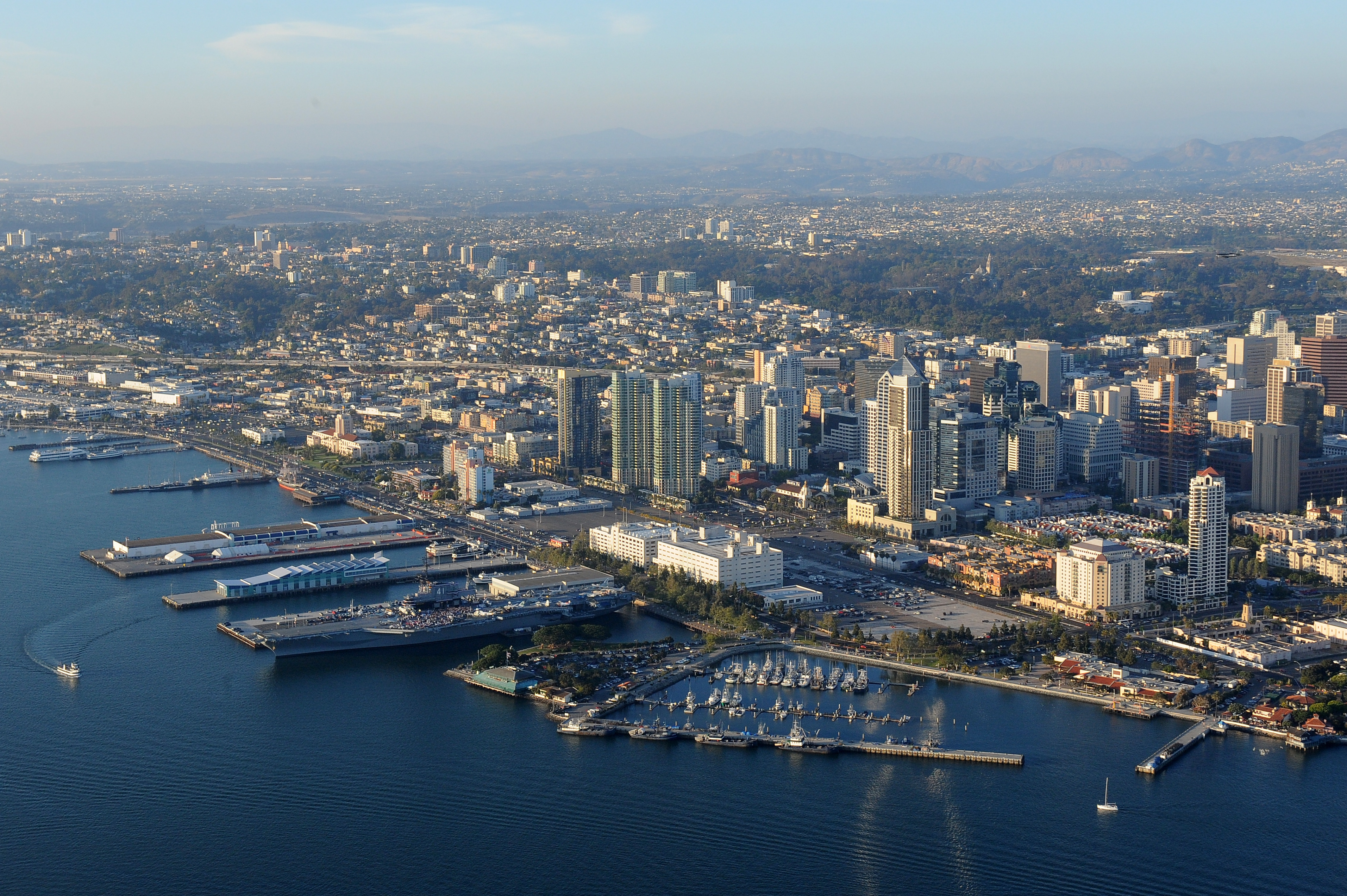
San Diego

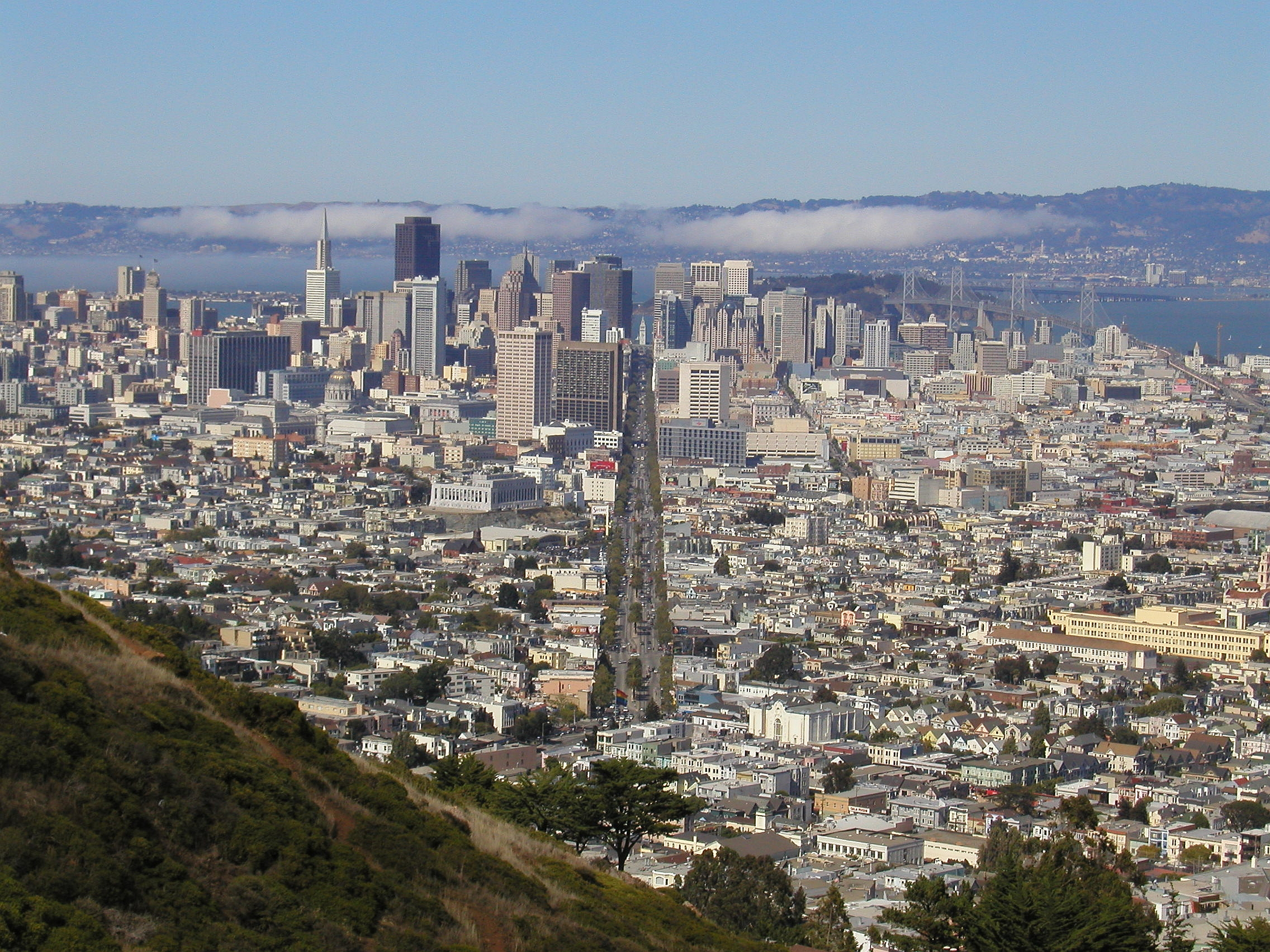
San Francisco

- Los Angeles (4 045 635)
- San Diego (1 336 865)
- San José (989 486)
- San Francisco (824 525)
- Long Beach (492 642)
- Fresno (486 116)
- Sacramento (475 743)
- Oakland (420 183)
- Santa Ana (353 184)
- Anaheim (346 823)
- Bakersfield (328 692)
- Riverside (296 842)
- Stockton (289 927)
- Chula Vista (231 305)
- Fremont (213 512)
- Modesto (209 936)
- Irvine (209 806)
- Glendale (207 157)
- San Bernardino (205 493)
- Huntington Beach (201 993)

## Gazdaság
Az USA-n belül is igen jelentős a gazdaság: a nemzeti össztermék 13%-át adja.

### Műszaki iparágak
Itt található az ún. Szilícium-völgy, a high-tech ipar „bölcsője”. A rendkívül fejlett infrastruktúrával rendelkező technológiai park területén az egész világon egyedülálló technológiai fejlesztési üzemek létesültek. Jelenleg is az elektronikával kapcsolatos kutatások és fejlesztések, valamint a mikroelektronikai ipar első számú központja a világon. További jelentős ipari területnek számít Los Angeles és San Francisco, ahol szintén jelentős az elektronikai ipar, valamint a gépgyártás, a hadiipar, a textilipar, a vegyipar és a közlekedési járművek gyártása.

### Film- és szórakoztatóipar
Közvetlenül Los Angeles mellett található Hollywood, a filmipar világhírű fellegvára, több – a filmkészítésben elsőrangú helyen álló – filmstúdió székhelyével.

### Ásványkincsek és bányászat
Kaliforniát más néven Aranyállamnak is nevezik, mivel az állam területén ma is jelentős aranylelőhelyek vannak. Az ásványkincsekben gazdag területen megtalálható az egyik legértékesebb nehézfém, a platina is. A színesfémércek közül a legjelentősebb az óceán partvidéke mentén található higanyérc. A nem fémes ásványok közül legnagyobb mennyiségben a kálisó fordul elő az állam keleti, sivatagos részein. Viszonylag jelentős nagyságú kőolajmezők is találhatóak itt, amelyeknek jelentős szerepük van az állam vegyiparában.

### Mezőgazdaság és élelmiszeripar
Az USA-n belül Kalifornia első helyet foglal el mezőgazdasági termelésben. A nagy kiterjedésű hegyláncok, erdők és sivatagos területek ellenére hatalmas térségen találhatóak szántóföldek is, ahonnan a jól képzett farmereknek, és a magas fokú gépesítésnek köszönhetően minden évben nagy mennyiségű élelmiszert szállítanak a városokba feldolgozásra. A szántóföldes gazdálkodáson kívül a kedvező éghajlati adottságoknak köszönhetően jelentős a déligyümölcsök és zöldségek termesztése is. Az aktív vulkáni területen kiváló minőségű a talaj, ami kedvez a szőlőtermesztésnek és a bortermelésnek: a kaliforniai borok világhírűek. A nyári időszakban a mediterrán területekre kevés csapadék jut, ezért a rendszeres öntözés nélkülözhetetlen. Az állam legszárazabb területén, a Halál-völgyben oázisok is találhatóak. Az állattenyésztés legfontosabb ágai a szarvasmarha- és a lótenyésztés.

### Turizmus
A szolgáltatásokban nélkülözhetetlen szerepe van a turizmusnak. A kedvező éghajlati adottságoknak, a lélegzetelállító természeti csodáknak, a változatos tájaknak, az óceánpartok közelségének, a világon egyedülálló városi nevezetességeknek, valamint a híres személyeknek köszönhetően minden évben a világ minden tájáról több tízmillió turista keresi fel Kaliforniát.

## Látnivalók

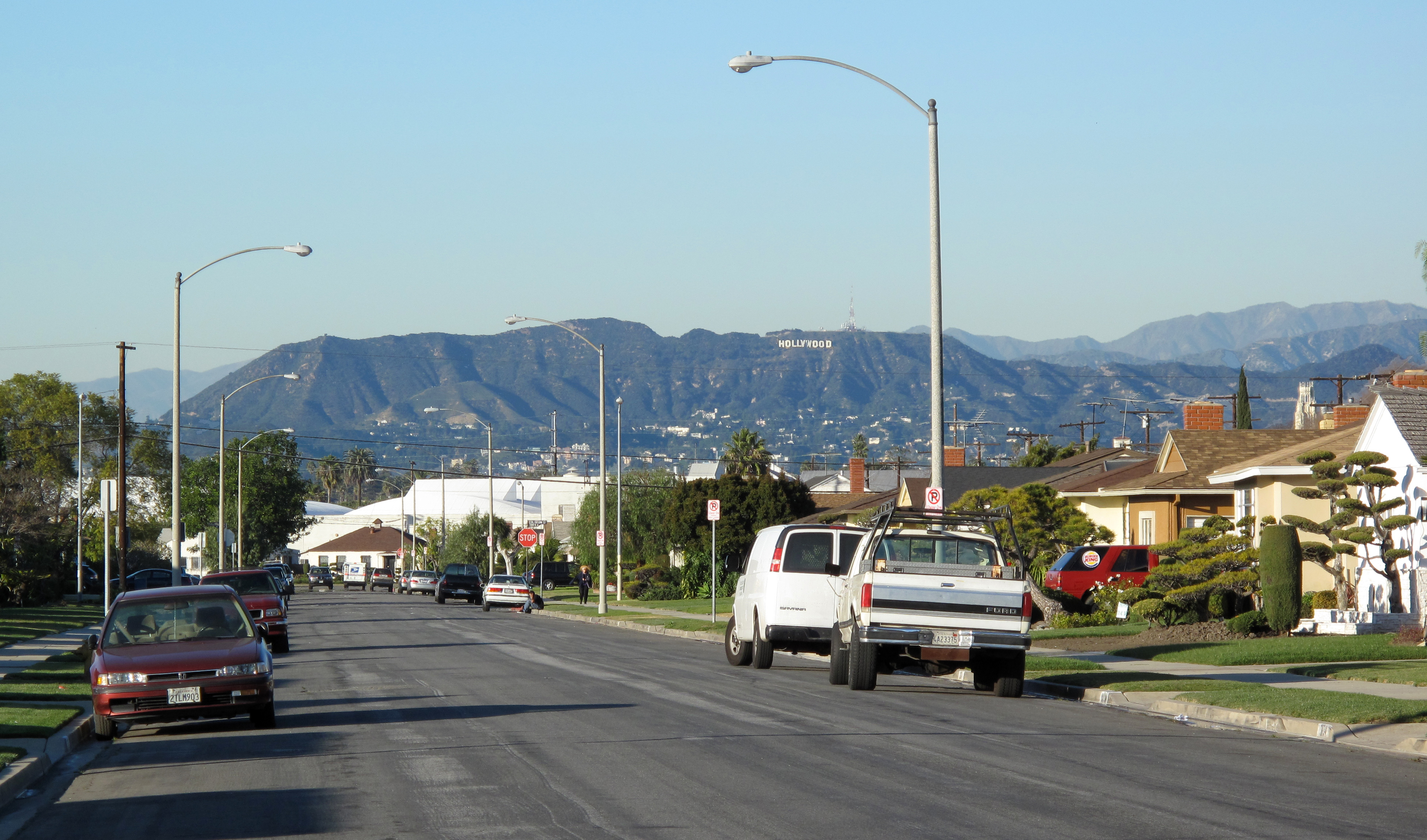
A Hollywood-hegyek

- Sequoia Nemzeti Park – az óriás mamutfenyők, köztük a világ egyik legnagyobb fája, a General Sherman otthona
- Kings Canyon National Park
- Yosemite Nemzeti Park – a világ legmagasabb gránitfalának, az El Capitannak, és az USA legmagasabb vízesésének, a Yosemite-vízesésnek az otthona
- Death Valley – Amerika legmélyebb szárazföldi pontja, a Föld egyik legmelegebb helye
- Big Sur – a Csendes-óceán hegyes partvonala
- Alcatraz-sziget
- Hearst-kastély
- Hollywood
- Golden Gate híd
- San Diego Zoo és SeaWorld
- USS Midway – múzeumként működő repülőgép-anyahajó
- RMS Queen Mary
- Piedras Blancas rezervátum, az északi elefántfókák (Mirounga angustirostris) „törzshelye”
- Joshua Tree Nemzeti Park
- Briones Regionális Park

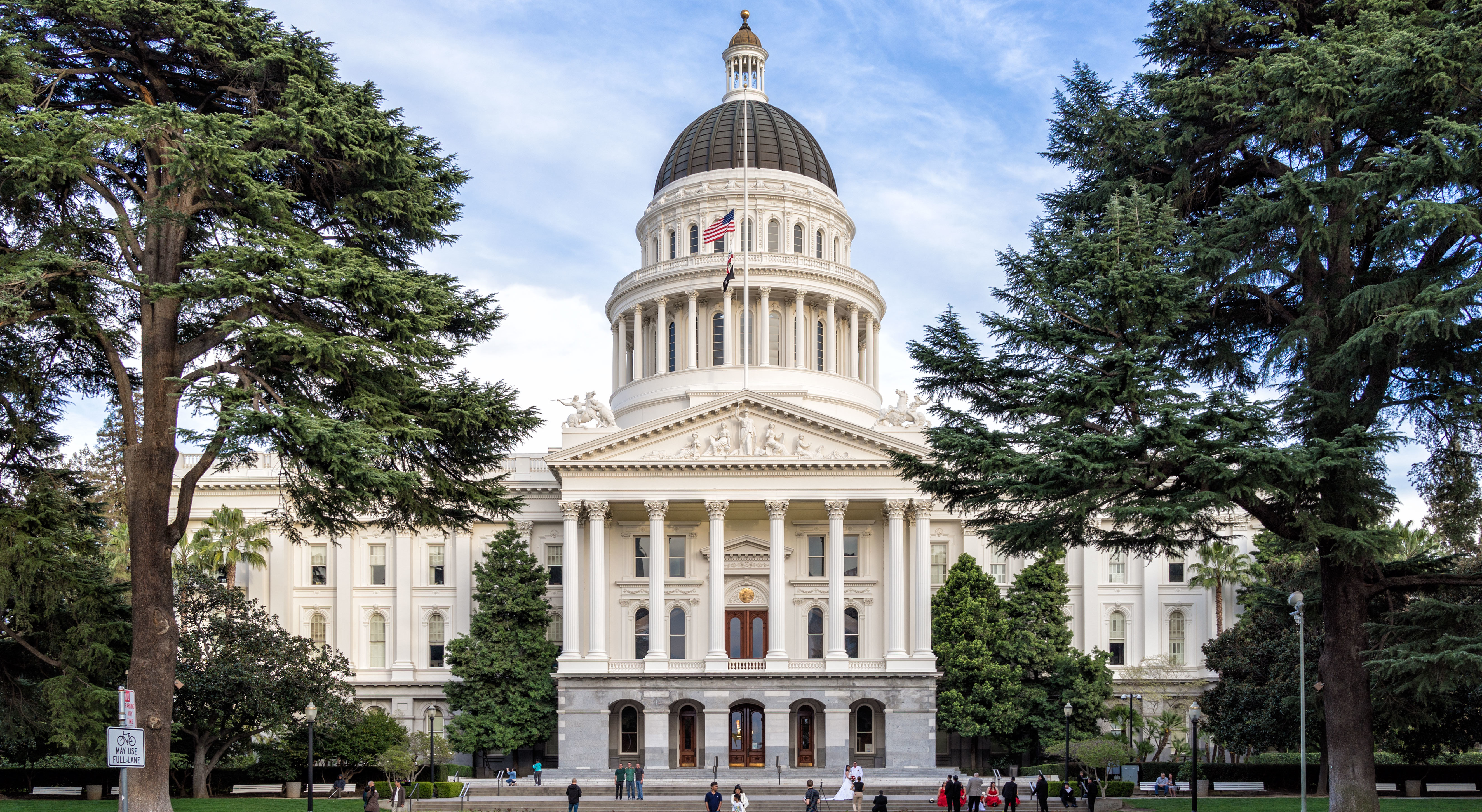
Sacramento, a főváros
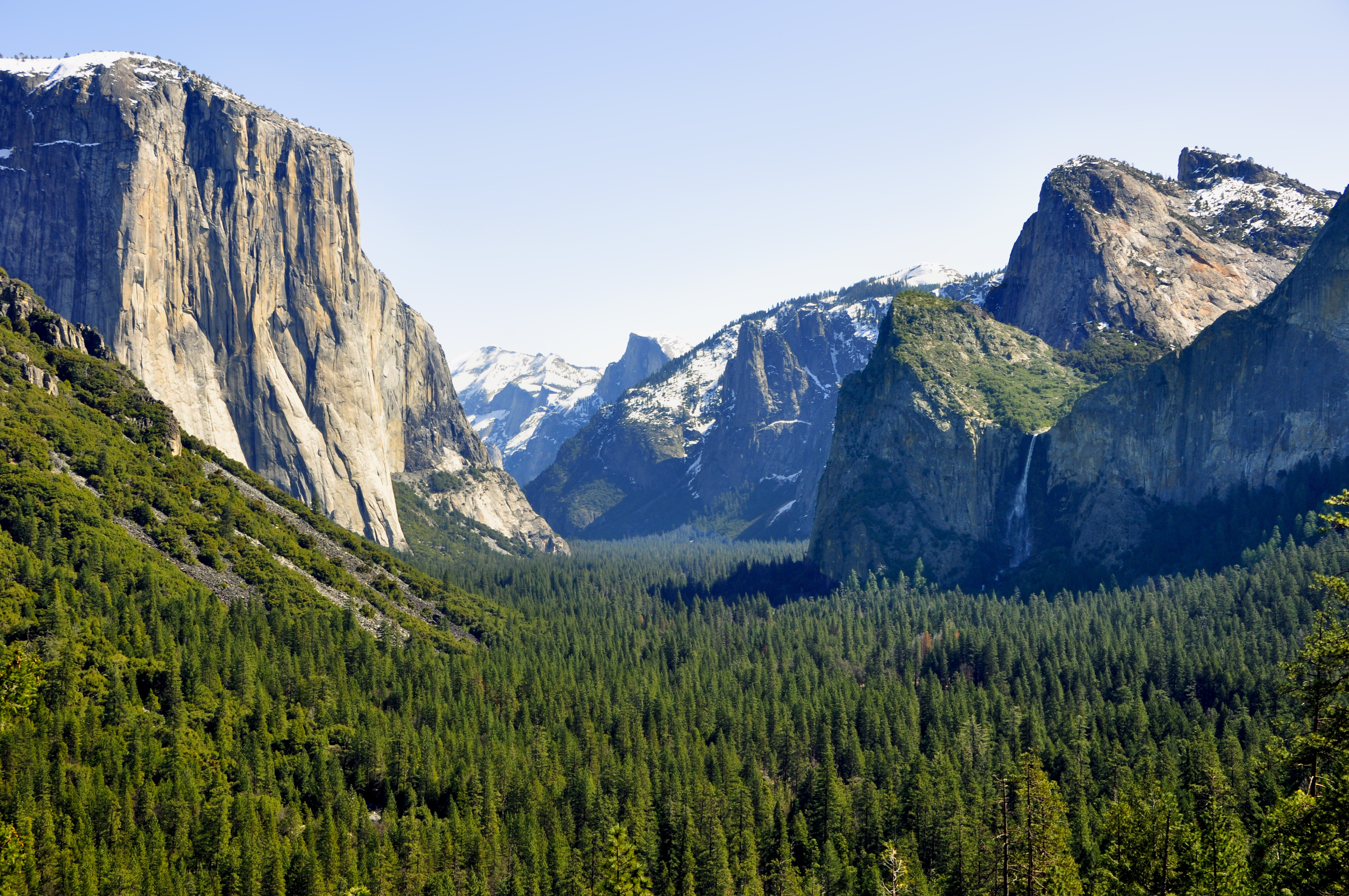
A Yosemite Nemzeti Park
A san franciscoi Golden Gate híd
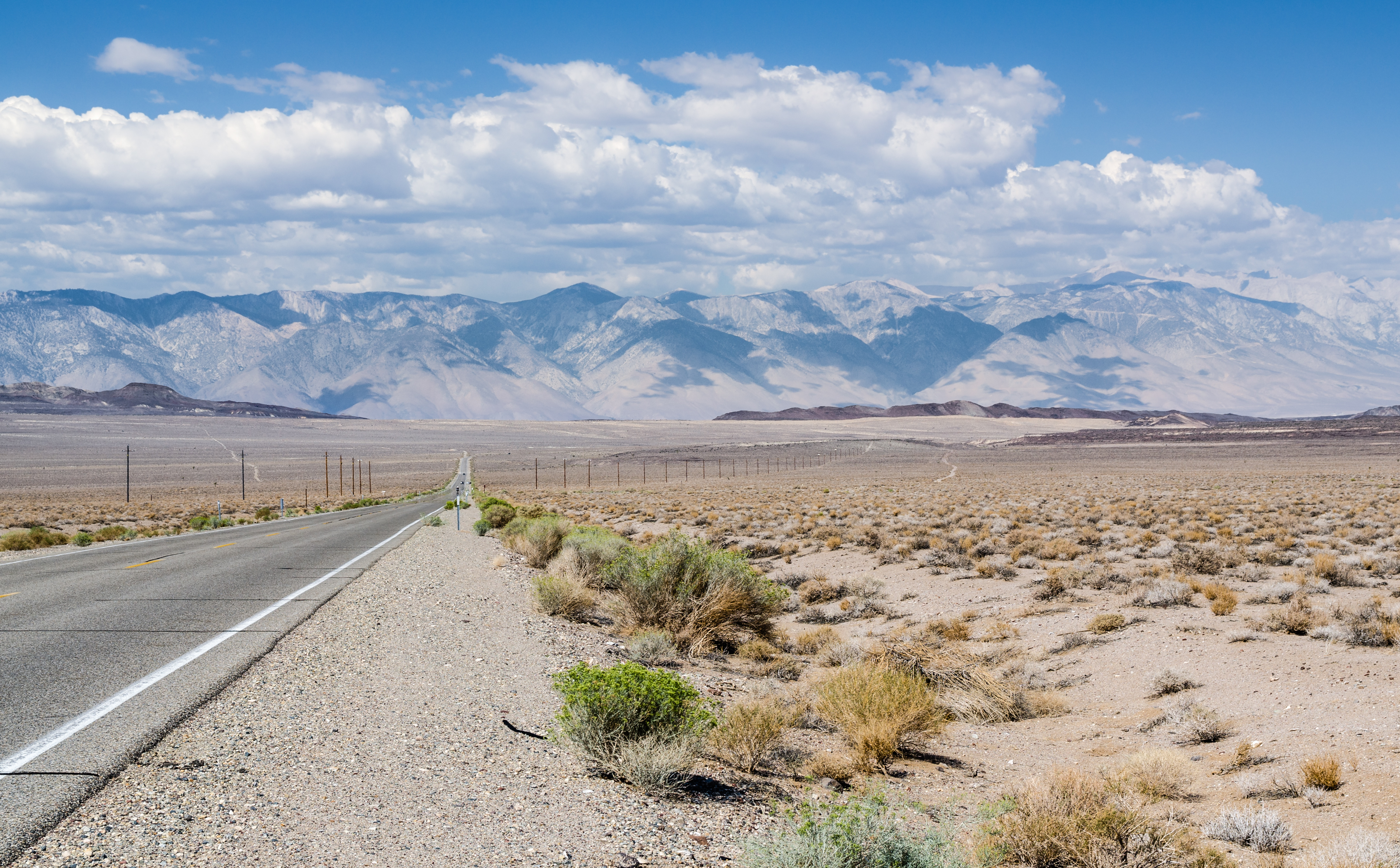
A Death Valley Nemzeti Park
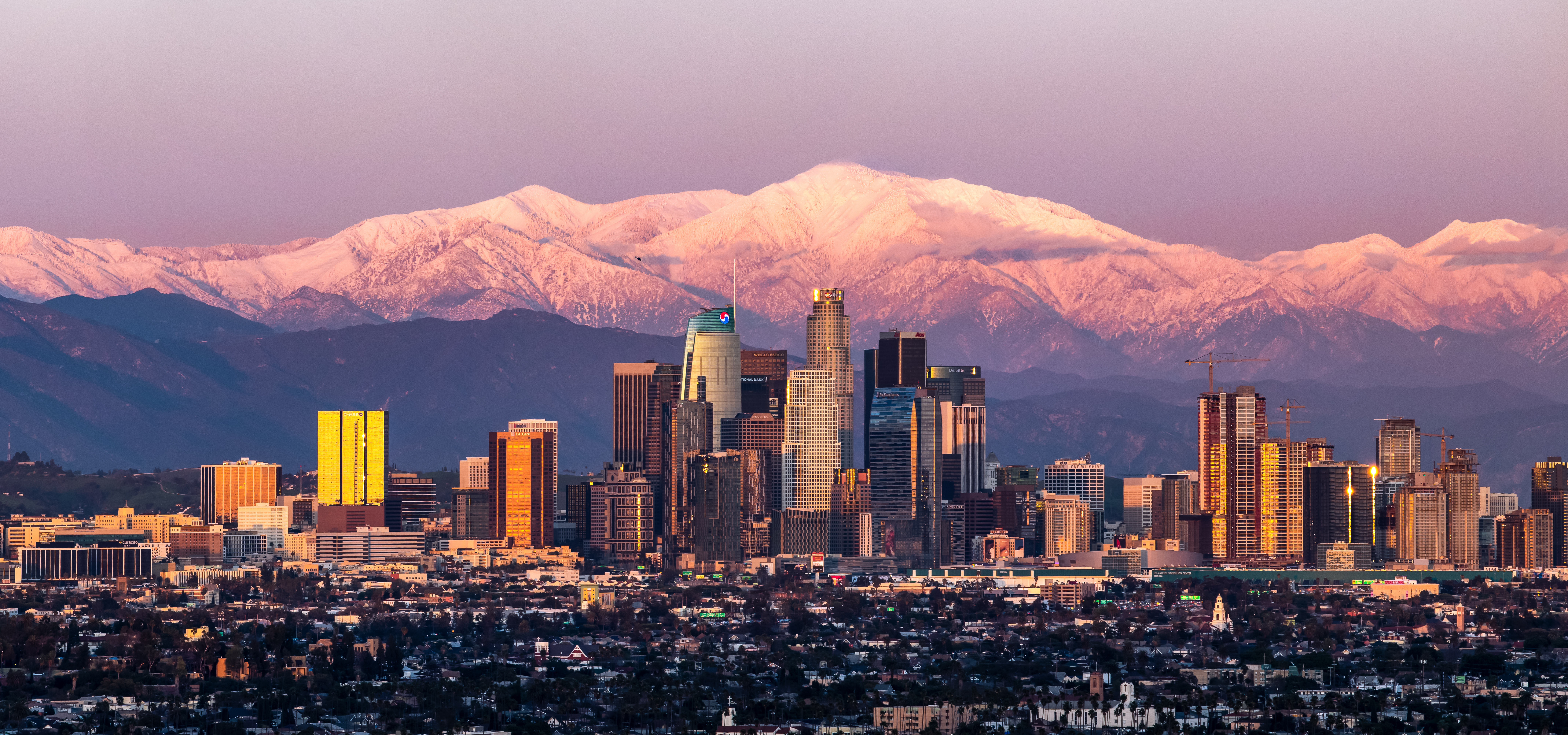
Los Angeles üzleti központja